# Associazione Fascista Calcio Vicenza 1943-1944
Questa voce raccoglie le informazioni riguardanti l'Associazione Fascista Calcio Vicenza nelle competizioni ufficiali della stagione 1943-1944.

## Rosa
| N. |                   | Ruolo | Calciatore          |
| -- | ----------------- | ----- | ------------------- |
|    | Italia (bandiera) | A     | Adriano Bassetto    |
|    | Italia (bandiera) | D     | Ivo Buzzegoli       |
|    | Italia (bandiera) |       | Francesco Carta     |
|    | Italia (bandiera) | A     | Gino Colaussi       |
|    | Italia (bandiera) | D     | Walter De Boni      |
|    | Italia (bandiera) | D     | Osvaldo Fattori     |
|    | Italia (bandiera) | D     | Valentino Foscarini |
|    | Italia (bandiera) | D     | Walter Giacomello   |

| N. |                   | Ruolo | Calciatore               |
| -- | ----------------- | ----- | ------------------------ |
|    | Italia (bandiera) | A     | Alberto Marchetti (1920) |
|    | Italia (bandiera) | C     | Gianmarco Mezzadri       |
|    | Italia (bandiera) | A     | Bruno Quaresima          |
|    | Italia (bandiera) | C     | Alfonso Santagiuliana    |
|    | Italia (bandiera) | A     | Piero Suppi              |
|    | Italia (bandiera) | P     | Carlo Visintin           |
|    | Italia (bandiera) | C     | Giovanni Zanollo         |